# Villaharta
Villaharta es un municipio español de la provincia de Córdoba, Andalucía. En el año 2016 contaba con 669 habitantes. Su extensión superficial es de 11,96 km² y tiene una densidad de 55,94 hab/km². Sus coordenadas geográficas son 38° 08′ N, 4° 54′ O. Se encuentra situado en la comarca del Valle del Guadiato, a una altitud de 580 metros y a 38 kilómetros de la capital de provincia, Córdoba.

## Geografía
Integrado en la comarca de Valle del Guadiato, se sitúa a 36 kilómetros de la capital provincial. El término municipal está atravesado por algunos tramos de la carretera nacional N-432 y por dos carreteras locales que conectan con Pozoblanco y Obejo. El relieve del municipio está definido por una zona montañosa al norte (Sierra del Enjambradero), separada por el arroyo de las Serranas del cerro Solana (737 metros), y otra zona de menor altitud al sur, pero con numerosos cerros y montes. La altitud oscila entre los 737 metros (cerro Solana) y los 480 metros al sur, a orillas del arroyo de las Navas del Molero. El pueblo se alza a 579 metros sobre el nivel del mar. 
| Noroeste: Espiel y Pozoblanco | Norte: Pozoblanco | Noreste: Pozoblanco |
| Oeste: Espiel                 | Puntos cardinales | Este: Pozoblanco    |
| Suroeste: Espiel              | Sur: Espiel       | Sureste: Obejo      |

## Demografía
Villaharta cuenta con una población de 634 habitantes (INE 2024).
| Gráfica de evolución demográfica de Villaharta entre 1842 y 2021                                                    |
| |
| Población de derecho según los censos de población del INE Población de hecho según los censos de población del INE |

## Economía

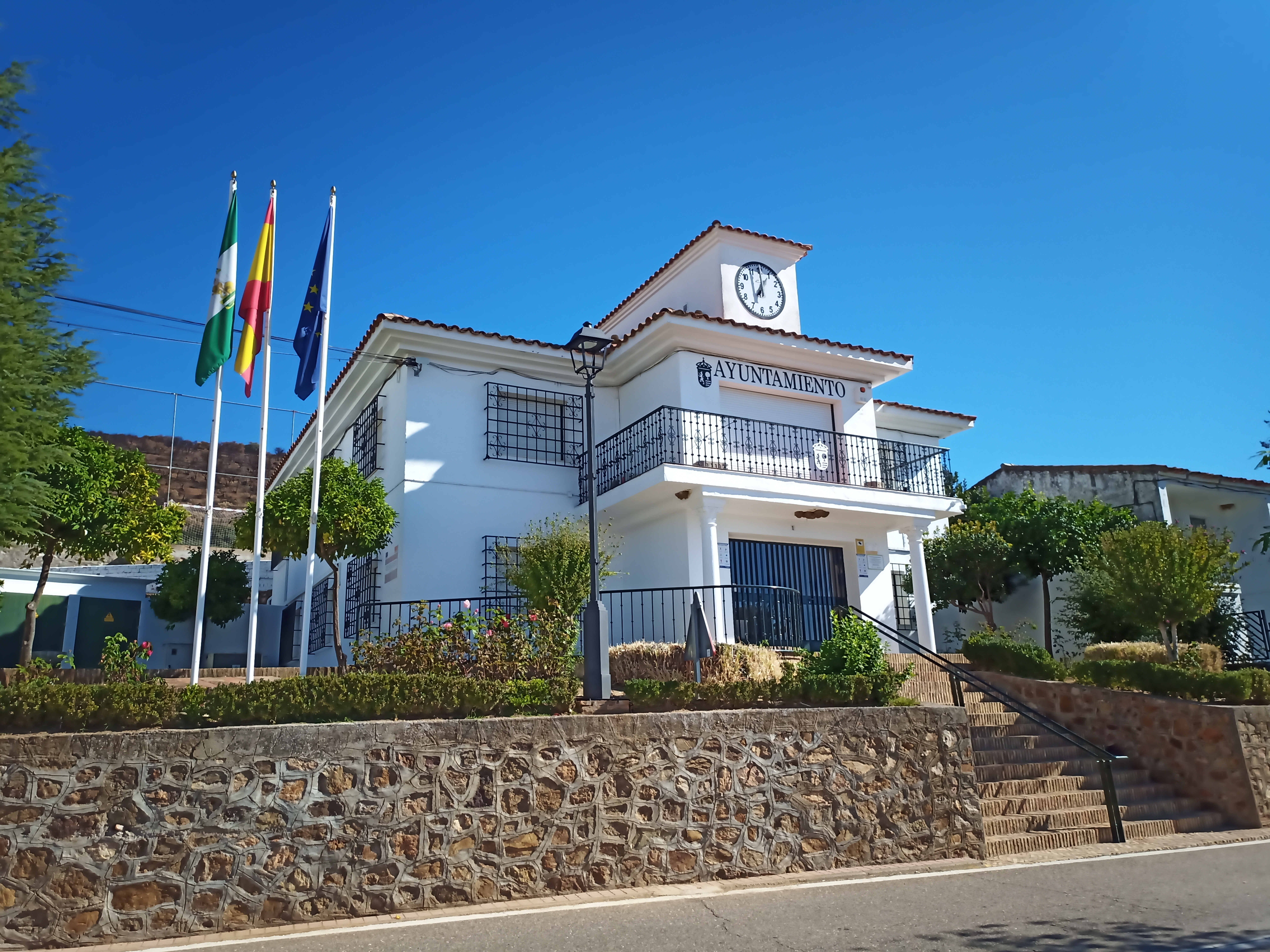
Casa consistorial

### Evolución de la deuda viva municipal
| Gráfica de evolución de Deuda viva del Ayuntamiento de Villaharta entre 2008 y 2019                                |
| |
| Deuda viva del Ayuntamiento de Villaharta en miles de Euros según datos del Ministerio de Hacienda y Ad. Públicas. |

## Historia

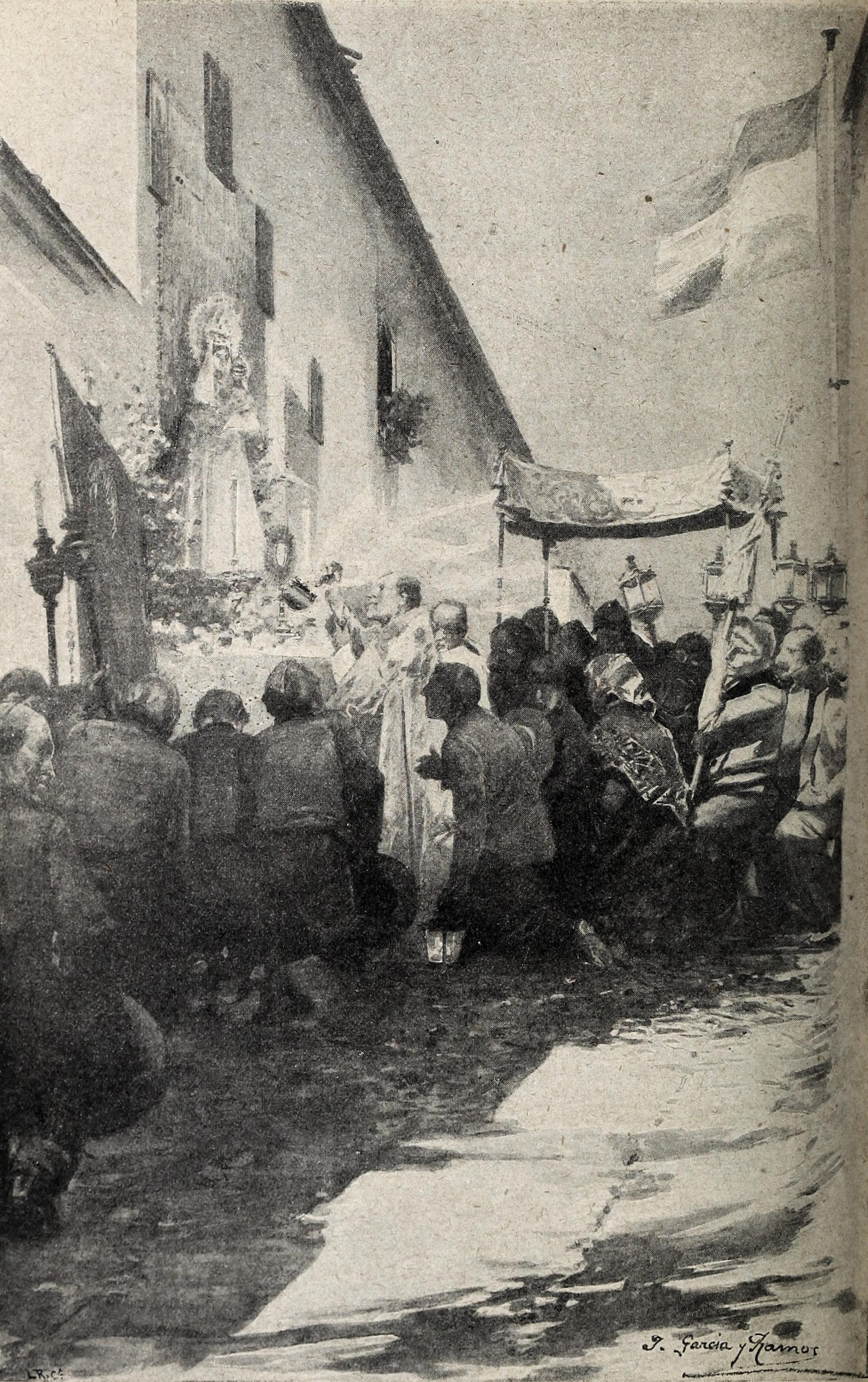
«Escenas andaluzas. El Corpus en Villaharta (Córdoba)». Ilustración de José García y Ramos (Blanco y Negro, 1899).

El origen de la localidad se sitúa en el siglo I, a partir de alguna de las múltiples ventas que, como centros de hospedaje para viajeros y mercaderes, jalonaban el camino de Córdoba a Belmez y el de Córdoba a Los Pedroches por Villaharta.
La historia del pueblo tiene relación con que está enclavado en Sierra  Morena, y enraizado con la tierra y la contaminación. La villa de Villaharta o Villa-alta está situada geográficamente a 38 km de Córdoba, en Sierra Morena, cercana al río Guadalbarbo y al Guadiato, de suelos ásperos y montañosos, propicia para la encina milenaria y el altivo olivo de sierra, además de los viñedos. Su origen bien pudo ser poblado céltico o ibérico-romano de nombre Casóbriga.
Villaharta, la Alta, posee un lugar estratégico por haber sido lugar de cruce de rutas entre el norte de la provincia y Extremadura, lugar de abastecimiento y de descanso. El historiador Idrisi aseguraba, con certeza, que por aquí pasaba un camino árabe durante los siglos X y XI que desde la cuesta de la Matanza trasladaba viajeros por Los Pedroches hacia Toledo y Castilla la Vieja y que, con posterioridad, sería vía pecuaria de la Cañada Real Soriana.
La más moderna Villaharta tuvo su origen en el mayorazgo feudal de Fernández de Valenzuela, señor de Albendín, que posteriormente cedió sus derechos a su hermana María en 1380, al que se agregaron las ventas del Lopillo, que también se conocieron como las ventas de Páez, en honor de su comprador Páez de Castillejo.
El rey Felipe IV, en 1616, le hizo la merced de darle jurisdicción civil y criminal. En el año de 1630, se nombró al primer alcalde de esta nueva villa, en la persona de Miguel Molina. Esta primera villa de Villaharta estaba dispuesta de la siguiente manera: con sólo 11 casas en torno a una pequeña iglesia o ermita, con una capilla lateral y una posada, formando un eje redial alrededor del lugar sagrado.
En el Boletín de la Provincia de Córdoba de 1835 se hace una referencia a la villa de Villaharta como término de una legua, perteneciente al Ducado de Alba, que carecía de médico y de maestro de escuela, con un pósito de grano común con el de Obejo y unas excelentes aguas medicinales, las llamadas aguas de hierro de Villaharta o "aguagria", conocido vulgarmente.
Justos a menos de dos kilómetros de Villaharta está el enclave de un grupo de manantiales de agua ferruginosa, denominados Los Manantiales o Balnearios de Fuente Agria, la explotación de sus aguas ferruginosas y carbonatadas, muy beneficiosas para la salud, dio un gran impulso a la economía de la zona a lo largo de la primera mitad del siglo XX. Desde el año 2009 se celebra  "Aguosto", una fiesta que lleva en su nombre dos reclamos turísticos del pueblo: agua, y agosto, el mes por excelencia escogido por los veraneantes para pasar unos días de vacaciones. En este proyecto, cada día del "Aguosto", se celebra con actividades tanto para niños, como títeres y magos, tanto como para no tan niños, como Dj, verbena, senderismo, marchas nocturnas, etc.

### Fuentes de Aguagria

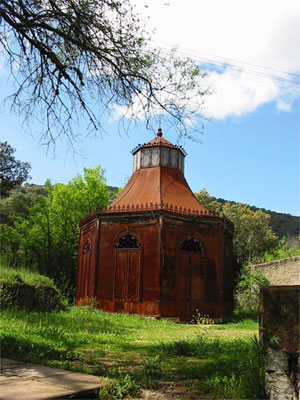
Fuente de agua agria.

### Parroquia Nuestra Señora de la piedad

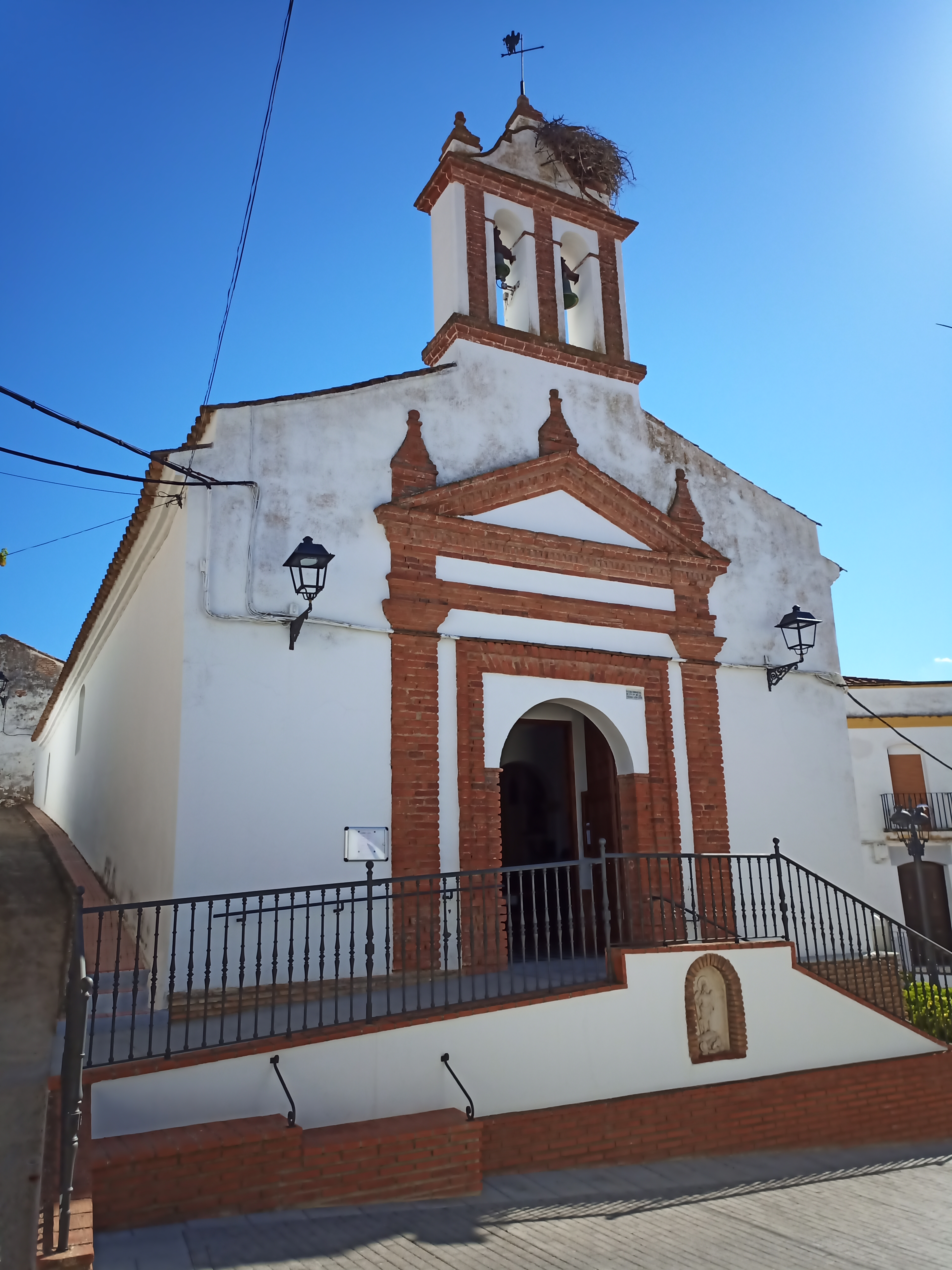
Vista de la fachada de la iglesia de Nuestra Señora de la Piedad

### San Rafael

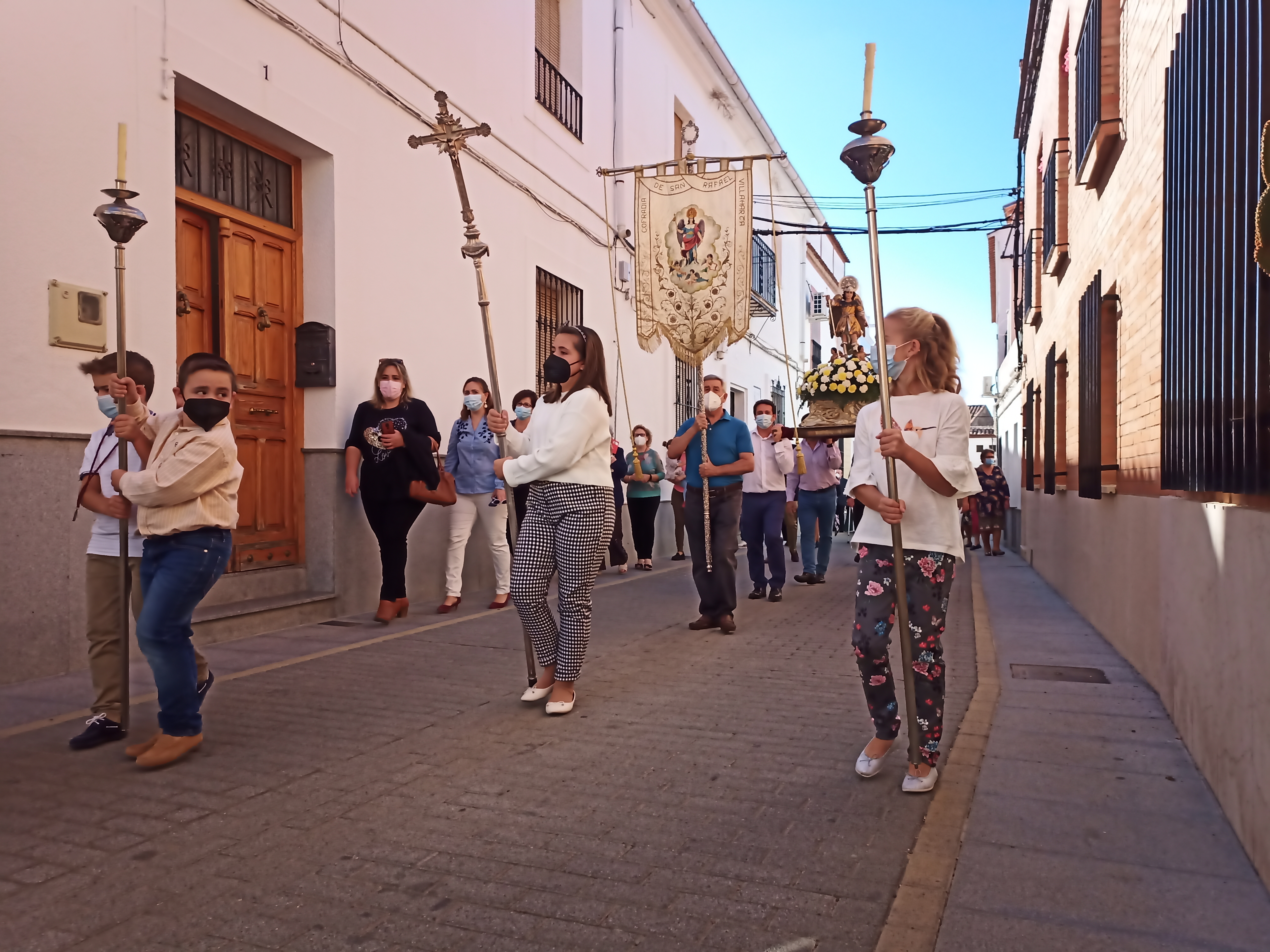
Procesión de San Rafael (2021)

## Lugares turísticos